# Lijst van oorlogsmonumenten in Zwijndrecht
De Nederlandse gemeente Zwijndrecht heeft verschillende oorlogsmonumenten. Hieronder een overzicht.
| Nr.                             | Object                                     | Herdachte groep | Ontwerper                                                                             | Onthulling | Type         | Locatie                                                         | Plaats      | Coördinaten                   | Foto                           |
| ------------------------------- | ------------------------------------------ | --- | ------------------------------------------------------------------------------------- | ---------- | ------------ | --------------------------------------------------------------- | ----------- | ----------------------------- | ------------------------------ |
| 675                             | Oorlogsmonument                            | militairen in dienst van het Ned. Kon. na 1945, militairen in dienst van het Ned. Kon. 1940-1945, verzet Nederland | Cor van Kralingen, ir. Peter Verhagen, ir. A. Kuiper, ir. F.J. Gouwetor, Roel Teeuwen | 1948       | zuil         | Raadhuisplein, 3331 BT                                          | Zwijndrecht | 51° 49' 2" NB, 4° 38' 51" OL  | Meer afbeeldingen              |
| 2051                            | Oorlogsmonument                            | algemeen, militairen in dienst van het Ned. Kon. na 1945                                                           |                                                                                       | 4 mei 1996 | gedenksteen  | De Manning, 2995 AE                                             | Heerjansdam | 51° 50' 12" NB, 4° 33' 50" OL | Meer afbeeldingen              |
| 3351                            | Joods monument                             | vervolgden Nederland                                                                                               |                                                                                       | 4 mei 2009 | plaquette    | Raadhuisplein 3 (in voormalige raadszaal gemeentehuis), 3331 BT | Zwijndrecht | 51° 49' 3" NB, 4° 38' 51" OL  | Joods monument                 |
| 3368                            | Vredespaal                                 | algemeen | Masahisa Goi                                                                          |            | zuil         | Raadhuisplein, 3331 BT                                          | Zwijndrecht | 51° 49' 3" NB, 4° 38' 51" OL  | Vredespaal                     |
| 3981                            | plaquette voor Kapitein W. Horsman         | Koopvaardijpersoneel                                                                                               |                                                                                       | 5 mei 1965 | plaquette    | Kapitein Horsmanflat, 3333 CL                                   | Zwijndrecht |                               |                                |
| 3982                            | plaquette voor Kapitein C.P. Dekker        | Koopvaardijpersoneel                                                                                               |                                                                                       | 5 mei 1965 | plaquette    | Kapitein Dekkerflat, 3333 CJ                                    | Zwijndrecht |                               |                                |
| 3983                            | plaquette voor Kapitein Tj. Luidinga       | Koopvaardijpersoneel                                                                                               |                                                                                       | 5 mei 1965 | plaquette    | Kapitein Luidingaflat, 3333 CN                                  | Zwijndrecht |                               |                                |
| 3984                            | plaquette voor Kapitein J.M. Stamperius    | Koopvaardijpersoneel                                                                                               |                                                                                       | 5 mei 1965 | plaquette    | Kapitein Stamperiusflat, 3333 CD                                | Zwijndrecht |                               |                                |
| 3985                            | plaquette voor Kapitein C.S.Th. Rietbergen | Koopvaardijpersoneel                                                                                               |                                                                                       | 5 mei 1965 | plaquette    | Kapitein Rietbergenflat, 3333 CA                                | Zwijndrecht |                               |                                |
| Dit oorlogsmonument op Wikidata | Erehof Zwijndrecht                         | militairen in dienst van het Ned. Kon. 1940-1945                                                                   |                                                                                       |            | grafmonument | Jeroen Boschlaan 26, 3331 HS                                    | Zwijndrecht | 51° 49' 17" NB, 4° 37' 55" OL | Erehof Zwijndrecht             |
| Dit oorlogsmonument op Wikidata | Graf van Lt.Kol. Jan van Twist             | militairen in dienst van het Ned. Kon. 1945- heden                                                                 |                                                                                       |            | grafmonument | Jeroen Boschlaan 26, 3331 HS                                    | Zwijndrecht | 51° 49' 17" NB, 4° 37' 55" OL | Graf van Lt.Kol. Jan van Twist |
| Dit oorlogsmonument op Wikidata | Stolpersteine                              | Vervolgden Nederland                                                                                               | Gunter Demnig                                                                         |            | reliëf       | Zie Lijst van Stolpersteine in Zwijndrecht                      | Zwijndrecht |                               | Meer afbeeldingen              |

Alblasserdam ·
Albrandswaard ·
Alphen aan den Rijn ·
Barendrecht ·
Bodegraven-Reeuwijk ·
Capelle aan den IJssel ·
Delft ·
Den Haag ·
Dordrecht ·
Goeree-Overflakkee ·
Gorinchem ·
Gouda ·
Hardinxveld-Giessendam ·
Hendrik-Ido-Ambacht ·
Hillegom ·
Hoeksche Waard ·
Kaag en Braassem ·
Katwijk ·
Krimpen aan den IJssel ·
Krimpenerwaard ·
Lansingerland ·
Leiden ·
Leiderdorp ·
Leidschendam-Voorburg ·
Lisse ·
Maassluis ·
Midden-Delfland ·
Molenlanden ·
Nieuwkoop ·
Nissewaard ·
Noordwijk ·
Oegstgeest ·
Papendrecht ·
Pijnacker-Nootdorp ·
Ridderkerk ·
Rijswijk ·
Rotterdam ·
Schiedam ·
Sliedrecht ·
Teylingen ·
Vlaardingen ·
Voorne aan Zee ·
Voorschoten ·
Waddinxveen ·
Wassenaar ·
Westland ·
Zoetermeer ·
Zoeterwoude ·
Zuidplas ·
Zwijndrecht